# Pańkowskaja
Pańkowskaja (ros. Паньковская) – wieś w Rosji, w rejonie charowskim obwodu wołogodzkiego. W 2002 r. liczyła 4 mieszkańców, a w 2010 r. zamieszkiwało ją 5 osób.